# 马克西米利亚诺·埃尔南德斯·马丁内斯
马克西米利亚诺·埃尔南德斯·马丁内斯（西班牙語：Maximiliano Hernández Martínez，1882年10月21日—1966年5月15日），萨尔瓦多總統、军事独裁者、军人、政治家，萨尔瓦多迄今為止任職時間最長的总统，統治萨尔瓦多長達13年。马丁内斯出任总统期間，对萨尔瓦多经济政策有着一定贡献。另一方面，他沉迷于魔术和神秘主义，有众多奇事，在萨尔瓦多毁誉参半。

## 早年生涯
马丁内斯出生在萨尔瓦多拉利伯塔德省的圣马蒂亚斯，拥有印第安血统。幼年时家中贫困，进入危地马拉的一所士官学校学校。毕业后，加入萨尔瓦多政府军，1906年升少校，1919年升准将。
1931年，马丁内斯出任副总统兼国防部长。当时因大萧条，咖啡价格暴跌，国家的财政收入只有四年前的一半、劳动者的赁金则为一半以下，财政崩溃。而且政府腐败，这导致萨尔瓦多共产党的影响力急剧扩大。12月1日，阿图罗·阿劳霍被迫下台，提名马丁内斯为下任总统。

## 萨尔瓦多总统 （1931年-1944年）
1931年12月2日，马丁内斯出任总统。1932年1月，萨尔瓦多开始进行地方选举，萨尔瓦多共产党的候选人大量当选，但不被萨尔瓦多政府承认。
1月22日，萨尔瓦多共产党决定领导农民发起暴动，但被马丁内斯发現，当即下令逮捕共产党领袖法拉本多·马蒂。失去领袖的农民们手持大砍刀，如期发起暴动，但在政府军的镇压下失败。政府军随即展开报复，屠杀了举事的农民三万余人。此后的十三年里，马丁内斯实行独裁统治。作為一名法西斯主義者，赫爾南德斯·馬丁內斯組成了一個軍政府，他殘酷鎮壓任何反對派，曾在1932年鎮壓本國農民起義的過程中殺害了數萬名被懷疑通共的印第安原住民。據歷史學家估計，被他殘殺的農民達4萬人之多，對萨尔瓦多一個小國來說這無疑是天文數字。不僅如此，他在統治萨尔瓦多的時期，還毫無理由地長年實行燈火管制。1935年和1939年，他操纵议会，两次当选总统。

### 經濟政策
在马丁内斯统治时期，薩爾瓦多政府制定了咖啡保护法，积极建设道路以及其他公共基础设施。贪污渎职现象比之前大为减少。他抑制向外国的借款，使得国内通货得以稳定。在马丁内斯的第二總統任期的期间，任内采取了某些发展经济、增加福利的措施，萨尔瓦多经济出现增长，但是马丁内斯在执政后期由于薩爾瓦多经济瘫痪，薩爾瓦多国内出现反独裁大规模的全国总罢工运动。

### 对外政策
在对外政策上，他一方面谋求美国的承认，一方面又与德国，意大利軸心國結盟，並歡迎德国納粹主義和意大利法西斯主義進入薩爾瓦多国内。

### 支持法西斯主义国家（1931年-1941年）
马丁内斯于1934年5月19日宣布萨尔瓦多同大日本帝国所扶植建立的满洲国建立外交关系，成为继日本之后第二个承认满洲国政權的国家。马丁内斯是一位法西斯主义的支持者，而且薩爾瓦多政府也是唯一赞成《反共产国际协定》的中美洲国家。马丁内斯在任期總統時期（1931年-1941年，共10年）都与日本保持着亲密的关系。薩爾瓦多和駐守滿洲國的日本關東軍也保持著良好的雙方貿易關係，薩爾瓦多的咖啡豆在滿洲國打開市場。1937年日本進行日中戰爭後，馬丁內斯寄出問候祝願信件給予日本天皇裕仁，祝願日本成功佔領中國。

### 改变立场：由支持轴心国到加入同盟国 （1941年-1944年）
1941年12月7日，在太平洋战争爆发之后，马丁内斯改变了萨尔瓦多与轴心国结盟的立场，加入美国为首的同盟国阵营。1941年12月8日，萨尔瓦多宣布与德日为首的轴心国宣战。

### 下台 （1944年）
1944年4月，由于薩爾瓦多经济瘫痪，薩爾瓦多的知识分子和学生發起反独裁大规模的全国总罢工运动。5月9日，马丁内斯下台。
马丁内斯在下台后，流亡危地马拉。同年危地马拉的豪尔赫·乌維科独裁政府被推翻，之后马丁内斯逃亡前往洪都拉斯居住。1966年，马丁内斯在洪都拉斯的农场里被自己的私人司機杀害，終年83岁。

## 轶闻
马丁内斯非常迷信神秘学。当猩红热在萨尔瓦多全境肆虐的时候，他下令将城市里的街灯用红纸遮盖，因為他认为如此便能遏制疾病传染。此外，马丁内斯也相信輪迴轉世一说，他曾经说过“杀死一只蚂蚁的罪行比杀死一个人还要重。因为人死后能够輪迴转世，蚂蚁的死则是永远。”